# Blindia contecta
Blindia contecta är en bladmossart som beskrevs av C. Müller 1848. Blindia contecta ingår i släktet blindior, och familjen Seligeriaceae. Inga underarter finns listade i Catalogue of Life.